# 黑尔格·比约恩斯塔
黑尔格·比约恩斯塔（挪威語：Helge Bjørnstad，1971年10月14日—），挪威男子残疾人冰球、游泳运动员。他曾代表挪威参加1992年、1994年、1996年、1998年、2002年、2006年和2010年残疾人奥林匹克运动会，获得五枚金牌、五枚银牌和一枚铜牌。